# Hedensberg
Hedensberg är en bebyggelse i Tillberga socken i Västerås kommun belägen omkring och norr om Hedensbergs herrgård. Från 2023 avgränsar SCB här en småort.